# Bernhard Baillie
Bern(h)ard Baillie (* 25. Mai 1673 auf Schloss Castelcary bei Dunblane im schottischen Bezirk Stirling; † 26. April 1743 in Regensburg). Baillie war von 1721 bis 1743 Abt des Regensburger Schottenklosters.

## Leben
Sein Vater war der Adelige Johann Roman de Baillie, Herr von Castelcary, seine Mutter war Margarethe, Tochter Wilhelms de Baillie, Herr von Menerhall. Er kam  im Alter von 14 Jahren  in das  Regensburger Schottenklosters. Zu Maria Lichtmeß  1690 wird  er eingekleidet und am 2. Februar 1691  legt er die Profeß ab. Danach studiert in Erfurt und an der Karls-Universität in Prag, hier erwirbt er das Bakkalaureat der Theologie. Seine Priesterweihe findet 1697 statt.

## Werk
Danach ist er von 1703 bis 1705 wieder an der Universität Erfurt. 1705–1707 geht er als Missionar nach Schottland zurück. Nach seiner Rückkehr ist er als Novizenmeister und als Ökonom des Schottenklosters tätig. Zwischen 1711 und 1715 übernimmt er eine Professur für Philosophie in Erfurt.  Nach 1717 widmet er sich in Regensburg als Seminardirektor dem Aufbau  dieser Ausbildungsstätte und der Erziehung der jungen Schotten; in dieser Funktion war er auch Pfarrer von Griesstetten, wo das Seminar früher beheimatet war, bevor es unter dem Abt Thomas Placidus Fleming nach Regensburg verlegt wurde. Abt Bernhard Baillie erwirkte 1740 für Griesstetten von Kardinal Johann Theodor von Bayern die Erlaubnis zum Bau einer neuen Wallfahrtskirche.
Am 11. Februar 1721 wird er unter Vorsitz des Weihbischofs Gottfried Langwerth von Simmern nach mehreren Wahlgängen zum Abt gewählt. Sein Gegner bei der Wahl war Gregor Crichton, der von ihm 1727 als Prior in das Erfurter Kloster geschickt wurde. Wie seine Vorgänger ist er zugleich Administrator des Erfurter Schottenklosters, Propst des Schottenpriorats St. Johann Evangelista in Kelheim und Generalvisitator aller deutschen Schottenklöster. Von 1736 bis 1738  war er Vertreter der benediktinischen bayerischen Provinz der mit der Salzburger Benediktineruniversität konföderierten Klöster.
In seiner Zeit als Abt förderte er besonders die Bibliothek des Klosters (wie bereits zuvor bei seiner Tätigkeit in Erfurt) und er ließ auch einen Bibliothekssaal mit einem stukkierten Gewölbe errichten, der aber bald danach um einige Zimmer erweitert werden  musste. Sein Ziel war es, in seiner Abtei die klassischen humanistischen Studien zu fördern; die Bibliothek fand durchaus Anerkennung unter seinen Zeitgenossen. Für die Schottenkirche schafft er eine neue Orgel an, neues Chorgestühl und  kostbar geschmückte Altargeräte; die durch einen Brand geschädigte Brauerei ließ er erneuern. Er selbst verfasste eine Geschichte des Erfurter Schottenklosters (Tentamen …).

## Werke
- Illias in nuce, sive pauca praecepta ad Graecam linguam breviter ac feliciter discendam. Regensburg  1722.
- Tentamen super vitis et actis Abbatum Monasterii S. Jacobi Scotorum ordinis S. Benedicti Erfurti.
- Praefatio a quodam authoris defuncti amico. (= Vorwörter zu  den 1735 bzw. 1740  in Regensburg posthum erschienenen Bänden 11 und 12 der von Bernhard Pez herausgegebenen Bibliotheca ascetica antiquo-nova.)